# Diersbach
Diersbach è un comune austriaco di 1 594 abitanti nel distretto di Schärding, in Alta Austria.